# 羅文 (愛荷華州)
羅文（英語：Rowan）是一個位於美國愛荷華州賴特縣的城市。

## 地理
羅文的座標為42°44′25″N 93°33′04″W / 42.74028°N 93.55111°W，而該地的平均海拔高度為369米（即1211英尺）。

## 人口
根據2010年美國人口普查的數據，羅文的面積為1.27平方千米，當中陸地面積為1.27平方千米，而水域面積為0.00平方千米。當地共有人口158人，而人口密度為每平方千米124人。